# Língua tagish
Tagish era uma língua falada pelos Tagish ou Carcross-Tagish, povo das Primeiras Nações pessoas que historicamente viviam nos Territórios do Noroeste e Yukon no Canadá. O nome Tagish deriva de  / ta: gizi dene / , ou "Tagish people", que é como eles se referem a si mesmos, onde  / ta: gizi /  é um nome de local que significa "isto (o gelo da primavera) está terminando.
Trata-se de uma língua  Atabascana Setentrional, intimamente relacionada com as línguas Tahltan e Kaska. As três línguas são frequentemente agrupadas como Tahltan-Kaska-Tagish; alguns consideram os três idiomas como dialetos da mesma língua. Em 2004, havia apenas um falante nativo fluente de Tagish documentado: Lucy Wren (Agaymā / Ghùch Tlâ), já falecida. She died in 2008.

## Classificação
O Tagish é uma das muitas línguas da grande família de idiomas Na-Dene, which includes another group of indigenous North American languages called the Athabaskan languages. As línguas Atabascanas Setentrionais são frequentemente consideradas parte de um complexo de idiomas intitulado Tagish-Tahltan-Kaska. As línguas desse complexo têm um léxico e gramática extremamente semelhantes, mas diferem no sistema de consoantes obstruentes. Conhecido como Dene K'e, o Tagish também está intimamente relacionado com os idiomas vizinhos Tahitian, Kaska e Tutchone Meridional.

## História
A cultura do povo Tagish tem suas raízes nas culturas indígenas costeiras e do interior (língua tlingit) também das línguas Atabascanas, respectivamente). O comércio e as viagens através do passo Chilkoot contribuíram para a mistura dessas culturas. Nos séculos XIX e XX, os povos de língua tlingit começaram a se mudar da costa e a se casar com a população nativa de língua tagish. Quando os europeus entraram em contato pela primeira vez na década de 1880, a maioria das pessoas era bilíngue, e a língua tlingit havia substituído o tagish como a língua da maioria..
O Tagish tornou-se menos comum porque as tradições nativas foram domesticadas e suprimidas pela administração colonial através da escrita e porque existem possibilidades abertas inerentes ao diálogo oral que são impossíveis de transmitir através de um texto Tagish. O impacto mais significativo no declínio de quase todas as línguas nativas no Canadá ocorreu quando as crianças aborígenes foram forçadas a frequentar escolas residenciais, onde foram proibidas de falar suas próprias línguas.
Após a Corrida do ouro de Klondike (1898), o inglês se tornou o idioma majoritário da região. Como a maioria das crianças frequentava a escola Anglicana Chooutla, apenas em inglês, nas proximidades, a fluência nos idiomas nativos começou a se perder. Os cursos de idiomas nativos começaram a ser reintroduzidos na década de 1970, mas os programas tinham pouco financiamento e não eram comparáveis aos programas de francês ou inglês presentes. Mais recentemente, a conscientização política levou os movimentos a obter provisões constitucionais para o idioma, além de um foco maior em programas nas escolas, conferências de idiomas e conscientização pública. Por exemplo, em 2004, as línguas Tutchone Meridional e Tagish estão sendo revitalizadas e protegidas por meio de uma abordagem on-line chamada FirstVoices.
O governo federal assinou um acordo que concede ao território US $ 4,25 milhões em cinco anos para "preservar, desenvolver e aprimorar idiomas aborígines", no entanto, o Tagish não é um dos programas de idioma nativo oferecidos. Ken McQueen afirmou que, apesar dos esforços, o idioma provavelmente será extinto após a morte do último falante fluente de Tagish.

## Tagish em First Voices
O FirstVoices é um banco de dados de computadores em idioma indígena e uma ferramenta de ensino e desenvolvimento baseada na Web. O Tagish foi um dos primeiros a ser adicionado ao arquivo multimídia digital das línguas indígenas ameaçadas de extinção. Os recursos do site incluem arquivos de som com pronúncia de nomes, listas de palavras e alguns livros infantis escritos no idioma. Esta documentação linguística destina-se a criar uma plataforma holística onde identidade, tradição oral, conhecimento do idoso e centralidade da terra possam ser entrelaçados. Na página Tagish First Voices, há um total de 36 palavras arquivadas e 442 frases arquivadas, além do alfabeto completo com gravações de som. Para fornecer um contexto cultural, também há uma apresentação de slides da comunidade e uma seção da galeria de arte. Este site também é bem-vindo de uma multidão de idosos, completo com informações de contato sobre os colaboradores do site.

## Pessoas conhecidas
Angela Sidney foi uma ativista proeminente pelo uso e recuperação de sua língua e herança tagish no território de Yukon, no sul. Nascida em 1902, sua herança era Tagish no lado do pai e Tlingit no lado da mãe. As realizações de Sidney incluem trabalhar com Julie Cruikshank, documentar e criar histórias tradicionais além de se tornar membro da Ordem do Canadá em 1986. Sidney morreu em 1991.
Lucy Wren foi a última oradora fluente conhecida. Ela participou ativamente das gravações e histórias usadas no site do First Voices, incluindo a "Declaração dos Anciões" antes de falecer em 2008. Tseu trabalho de Lucy Wren foi continuado por seu filho Norman James enquanto ele trabalhou para pesquisar mais sobre a língua e a cultura dos povos Tagish e Tlingit do site do Yukon Native Language Center e do First Voices.

## Geografia
O povo Tagish tem seu território no sul do território Yukon e no norte da Colúmbia Britânica no Canadá, mais especificamente em Tagish, que fica entre os lagos Marsh, e Tagish e Carcross, localizados entre o lago Bennett e lago Nares. A maioria da área em que o Tagish foi falado é composta pelos planaltos Lewes e Teslin.

## Morfologia
A linguagem tagish tem substantivos, verbos e partículas. Partículas e substantivos são morfemas simples, às vezes compostos, mas a diferença é que substantivos podem ser flexionados e partículas não podem. Os verbos são a classe mais complexa nessa língua porque seus morfemas originários têm muitos prefixos que indicam categorias flexionais e derivacionais.
Alguns nomes femininos contêm o prefixo nasalizado Maa que se traduz diretamente como "mãe de".

## Fonologia
A fonologia taglsh inclui aspiração, glotalização, sons nasais, ressonância e tons.
Tagish é caracterizado pelo mais simples sistema de consoantes iniciais-tronco das línguas atabascanas setentrionais e também tem um sistema conservador de vogais, bem como mantém as consoantes finais-tronco. A gotalização final foi perdida. Vogais constritas são pronunciadas com baixo tom.
Os fonemas tagish são vistos a seguir:

### Consoantes
| Classificação                      |    |     |     |     |    |   |
| ---------------------------------- | -- | --- | --- | --- | -- | - |
| Oclusivas não aspiradas. africadas | t  | t͡ɬ  | t͡s  | t͡ʃ  | k  | ʔ |
| Oclusivas aspiradas, africadas     | tʰ | t͡ɬʰ | t͡sʰ | t͡ʃʰ | kʰ |   |
| Glotalizadas                       | tʼ | t͡ɬʼ | t͡sʼ | t͡ʃʼ | kʼ |   |
| Continuantes surdas                | ɬ  | s   | ʃ   | x   | h  |   |
| Continuantes sonoras               | l  | z   | ʒ   | ɣ   |    |   |
| Oclusivas pré-nasalizadas          | mb | nd  |     |     |    |   |
| Nasais                             | m  | n   |     |     |    |   |
| Ressonantes                        | w  | j   |     |     |    |   |

### Vogais
As vogais são "i, e, a, u"; havendo suas correspondentes longas "iː, eː, aː, uː".

### Tons
Tom alto é marcado com (v́) em vogais curtas e (v́v) em vogais longas enquanto tons baixos permanecem sem marcação.

## Escrita[25]
A linguagem faz uso do alfabeto latino na forma dita tagish, como visto na tabela abaixo.
| Alfabeto Tagish | Alfabeto Tagish       | Alfabeto Tagish | Alfabeto Tagish | Alfabeto Tagish | Alfabeto Tagish | Alfabeto Tagish | Alfabeto Tagish | Alfabeto Tagish |
| --------------- | --------------------- | --------------- | --------------- | --------------- | --------------- | --------------- | --------------- | --------------- |
| Consoantes      | Oclusivas e Africadas |                 | d               | dl              | dz              | j               | g               |                 |
| Consoantes      | Oclusivas e Africadas |                 | t               | tl              | ts              | ch              | k               |                 |
| Consoantes      | Oclusivas e Africadas |                 | t'              | tl'             | ts'             | ch'             | k'              | '               |
| Consoantes      | Fricativas            |                 |                 | ł               | s               | sh              | x               | h               |
| Consoantes      | Fricativas            |                 |                 | l               | z               | zh              | ÿ               |                 |
| Consoantes      | Nasais                | m               | n               |                 |                 |                 |                 |                 |
| Consoantes      | Nasais                | mb              | nd              |                 |                 |                 |                 |                 |
| Consoantes      | Glides                | w               |                 |                 |                 | y               |                 |                 |
| Vogais          | Curtas                | i               | e               | a               | u               |                 |                 |                 |
| Vogais          | Longas                | ī               | ē               | ā               | ū               |                 |                 |                 |

As vogais nasais são indicadas por um diacrítico "gancho" como segue:: (ᶏ).